# SYM (기업)
SYM 또는 삼양공업(중국어 정체자: 三陽工業, 병음: sānyáng gōngyè 싼양궁예[*], 영어: Sanyang Motor)은 중화민국의 모터사이클 제조 회사로, 정식 명칭은 삼양공업고분유한공사(중국어 정체자: 三陽工業股份有限公司, 병음: sānyánggōngyè gǔfènyǒuxiàngōngsī 싼양궁예구펀요우시안공쓰[*])이다. 1954년에 타이베이시 네이후 구에서 창립되었다.

## 역사
1954년 자전거용 동력전등 세트를 제조하기 위해 설립되었다. 삼양공업으로 구조 조정되었으며 1961년 혼다와 기술 계약을 체결하여 대만 최초의 오토바이 제조업체인 오토바이 현지 조립을 시작했다(30% 현지화). 1969년에는 소형 혼다 자동차(N600, TN360)의 조립이 시작되었다. 삼양의 자체 오토바이가 전 세계적으로 혼다 제품과 직접 경쟁하게 되면서 2002년 1월에 관계가 종료되었고 혼다는 혼다 자동차 (대만)(Honda Taiwan Co. Ltd.)라는 이름으로 자체 자동차를 만들기 시작했다. 대신 삼양은 현대자동차와 계약을 체결하고 현재 대만 시장 내수용 라인업의 대부분을 조립하고 있다.
삼양공업은 2015년 1월 삼양자동차(Sanyang Motor Co. Ltd.)로 사명을 변경했다. 이 회사는 대만 신주현 신주공업원구에 본사를 두고 있다. 이 회사는 중국 샤먼시에 Xiamen Xiashing Motorcycle Co., Ltd.라는 자회사를 두고 있으며, 베트남 동나이성 비엔호아에 Vietnam Manufacturing & 수출 가공 유한회사(VMEP)라는 자회사를 두고 있다.

## 제품

### 스쿠터
- RV250/RV250EFI/RV180/125
- 심플리125/50
- 피들X125/50
- 아틸라125
- GT125
- 시티컴125(금발재125)
- X프로파이터 150/100/풍50
- UMI100
- DD50

### 매뉴얼 모터사이클
- T1 125/150
- T2
- XS-125K
- 울프클래식
- WO・WOW100(원심 클러치 시스템으로 되어 있기 때문에 엄밀히 말하면 매뉴얼 모터사이클이 아님)

## 같이 보기
- 킴코
- 대만의 기업 목록